# Gameplay
Pour les articles homonymes, voir Gameplay (homonymie).

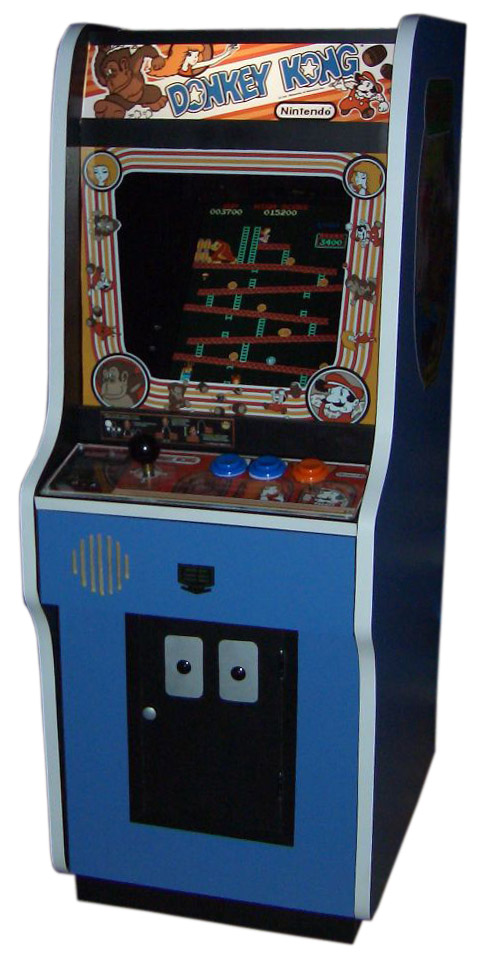
Borne d'arcade proposant le jeu Donkey Kong.

Le gameplay regroupe les caractéristiques d'un jeu vidéo que sont l'intrigue et la façon dont on y joue, par opposition aux effets visuels et sonores.

## Origines
En anglais le gameplay est, au sens premier, la manière dont la partie (the game) se joue (plays). Le vocable « gameplay » trouverait son origine dans le titre « How the game plays » (Comment la partie se joue) en tête du mode d'emploi inscrit sur les premières bornes d'arcades, d'où la substantivation gameplay. Cependant , l'expression game play existait déjà bien avant l'avènement des premières bornes d'arcade vidéoludiques. On trouve par exemple trace de game play (en deux mots) dans une revue britannique consacrée au jeu d'échecs datant de 1864. Quant à gameplay (en un mot), on en trouve l'emploi dans une revue consacrée à la radiophonie parue en 1922. La trace de l'origine de game play (en deux mots) dans le domaine de l'industrie vidéoludique se trouve à la page 1 de la notice technique de la borne d'arcade Computer Space datant de 1971 et rédigée par Nolan Bushnell. Quant à la mention « How the game plays », on n'en trouve trace sur aucune machine d'arcade, qu'elle soit vidéoludique ou non. En ce qui concerne l'origine de gameplay en un mot dans le domaine du jeu vidéo, il est fort probable que son apparition date d'avril 1981 au sein d'un article rédigé par l'Étasunien Phil Wiswell.

## Terminologie
Les notices anglophones techniques ou d'utilisations des bornes d'arcades des années 1970 et 1980 font apparaître plusieurs sens associés à gameplay (en un mot) ou game play (en deux mots). Selon Julian Alvarez, ils peuvent alors signifier « partie de jeu », « description de jeu », « principe de jeu », « modes de commande d’un jeu », « dispositif de jeu » ou encore « interface de jeu ».
En France, la Commission générale de terminologie et de néologie donne gameplay comme équivalent de « jouabilité ». Au Québec, l'Office québécois de la langue française met en avant, lui aussi, le terme de « jouabilité ». Le dictionnaire français-anglais Collins en ligne donne ce dernier terme comme traduction à la fois de gameplay et de playability.
Selon une étude statistique conduite par Julian Alvarez et Thierry Lafouge, les communautés anglophones et francophones en lien avec les journalistes spécialisés dans le jeu vidéo ont fortement délaissé l'emploi des vocables « playability » et « jouabilité » au profit de « gameplay » depuis les années 1990.

## Variabilité des définitions
Selon Colas Duflo (1997), le gameplay correspond à l'ensemble des règles « constitutives » et des règles « régulatives » du jeu vidéo. Les premières sont les choix de game design faits par le game designer tandis que les secondes sont les stratégies mises en place par le joueur pour lui permettre d'atteindre les objectifs définis par le jeu de la meilleure façon possible.
Pour Jean-Noël Portugal (2006), le gameplay comprend cinq dimensions, qui peuvent se résumer ainsi :
1. un ensemble de règles : règles du jeu, buts généraux et locaux attribués au joueur, moyens d'action et de liberté concédés à l'utilisateur dans l'univers virtuel ;
2. des modes de commandes ;
3. l'organisation spatiale ;
4. l'organisation temporelle ;
5. l'organisation dramaturgique.

Pour Alex Kierkegaard (2007), la définition du terme gameplay varie selon les auteurs et les dictionnaires, il n'en existe pas de définition consensuelle. Gameplay est trop vague et englobe trop de choses pour être d'une quelconque utilité.
Marc Goetzmann et Thibaud Zuppinger (2016) reprennent la définition de Colas Duflo : « le gameplay est l'articulation entre le game, les structures et règles de jeu, et le play, la façon dont le joueur s'approprie les possibilités du jeu en mettant au point ses propres stratégies, pour répondre aux contraintes que les règles « constitutives » du jeu lui imposent ».
Selon la chercheuse Jane McGonigal (2011), le gameplay comprend deux parties. D'un côté le gamefulness mesure la qualité de la jouabilité, de l'autre le playfulness se définit comme l'ensemble des possibilités de jeu, qui comprend l'expérience de jeu et les qualités liées à la jouabilité.
Pour Damien Djaouti, Julian Alvarez, Jean-Pierre Jessel et Gilles Methel (2008), le gameplay peut aussi être appréhendé de manière formelle et déconstruit selon des éléments de base appelés « briques gameplay ». Une base minimale de gameplay est appelée « métabrique » et se compose d'une brique d'objectif et d'une brique de moyen. L'assemblage de briques gameplay et de métabriques permet de déconstruire et d'analyser les principales mécaniques de jeux vidéo et de les classifier[source insuffisante].
Lors de la conception d'un jeu vidéo (ou game design), le gameplay peut être décrit dans le game design document (« cahier des charges du jeu »).